# Raficiba barryi
Raficiba barryi är en ringmaskart som beskrevs av Fitzhugh 200. Raficiba barryi ingår i släktet Raficiba och familjen Sabellidae. Inga underarter finns listade i Catalogue of Life.